# Legio VI Ferrata
Legio VI Ferrata (гвоздена) је била једна од легија римске војске коју је првобитно регрутовао Цезар, са галских територија у подножју Алпа, Венеције и Хистрије, у августу 52. године п. н. е. Надимак ferrata — „гвоздена“ — вероватно је добила по металном оклопу који су носили њени легионари. Касније је била позната и под именом Legio VI Ferrata Fidelis Constans. Њен симбол, као и код осталих Цезарових легија био је бик. Такође је носила и симбол у облику вучице која доји Ромулуса и Ремуса. 

## Историја
Прво борбено ангажовање ова легија је имала у Цезаровом рату против Гала (58—51. године п. н. е.), односно њиховог вође Верцингеторикса, који је био под опсадом у утврђеном месту Алесија. 
Чини се да је ова легија у римском грађанском рату била најмобилнија од свих. Борила се у Хиспанији у лето 49. године п. н. е. Почетком 48. године п. н. е. служила је у Dyrrhachiumu (Драч у данашњој Албанији), учествовала у бици код Pharsalusа (централна Грчка), пратила Цезара у Александрију и директно допринела победи у бици код Зеле (данашња Зила, у источној Турској). 
Током ових војних кампања Legio VI Ferrata храбро се борила и претрпела је велике губитке па је Цезар одлучио да је врати у Италију на одређено време. Након Цезаровог убиства 44. године п. н. е., легију је обновио Марко Емилије Лепид, а затим је предао под команду Марка Антонија. Након битке против Касија и Брута један део ветерана се „пензионисао“ код Беневента у Италији, а друге је Марко Антоније повео на исток, у Јудеју. Након што су помогли краљу Херод у да освоји власт, легија је остала стационирана у Јудеји. 
У рату између Марка Антонија и Октавијана Августа Legio VI Ferrata је упућена у Грчку али је у поморској бици код Акцијума Марко Антоније поражен а Ferrata десеткована. Један део легионара се пензионисао у Билису, у Илирику (данашња Валона, на југу Албаније). После тога (остатак) легије је упућен у Сирију, па је легија и остала на подручју Блиског истока до краја (око 250. године).